# Иткис, Борис Матвеевич
Борис Матвеевич Иткис (род. 8 октября 1952, Кишинёв) — советский, молдавский, позже румынский шахматист. Международный мастер (1992). Заслуженный тренер Молдавии.
Семикратный чемпион Молдавии (1980, 1982, 1983, 1984, 1990, 1992, 1997). Победитель турнира «Кубок Федерации» на призы газеты «Независимая Молдова».
Живёт в Кишинёве.
Среди воспитанников Бориса Иткиса — чемпионка Молдавии Ирина Бульмага.

## Изменения рейтинга
| Графики недоступны из-за технических проблем. См. информацию на Фабрикаторе и на mediawiki.org. |